# Partido Ecologista «Los Verdes»
El Partido Ecologista «Los Verdes» (PEV; en portugués: Partido Ecologista "Os Verdes") es un partido político portugués, de ideología ecologista, fundado en 1982. Fue originalmente creado como Movimiento Ecologista Portugués-Partido Los Verdes (Movimento Ecologista Português-Partido Os Verdes).

## Características
Estrecho aliado del Partido Comunista Portugués, concurre a las elecciones junto al PCP desde 1987 en la Coalición Democrática Unitaria (CDU). Muchos portugueses llaman al PEV as melancias (las sandías): "verdes por fuera, rojos por dentro".
Interesados en alertar a la opinión pública sobre los desafíos ecológicos que enfrentamos a nivel planetario, y de los que ya se empiezan a hacer notar en Portugal y de la urgencia de encontrar respuestas adecuadas para los mismos, "Os Verdes" se fijaron como objetivo trasladar estas preocupaciones al más alto nivel institucional, en paralelo fue desarrollando acciones locales, a fin de contribuir al desarrollo de la conciencia ecológica de los ciudadanos.
Para cumplir estos objetivos, fueron dinamizados los colectivos regionales de "Os Verdes", que no han parado de crecer desde entonces, se promovieron iniciativas diversas y se denunciaron los problemas, exigiéndose una solución y una reflexión para buscar nuevas soluciones en el futuro, se delinearon estrategias políticas para garantizar la representación de una voz ecologista en la Asamblea de la República y en el poder local. De esta forma, "Os Verdes" han tenido participación en varias coaliciones electorales con otros partidos (APU, CDU, Com Lisboa y otras).
A lo largo de su existencia "Os Verdes" consideran haber contribuido a la expansión de la conciencia ecologista en Portugal, y haber sido una voz ecologista activa en el Parlamento que se ha hecho eco de las preocupaciones de los ciudadanos y del movimiento ecologista.
"Os Verdes" ha dado la voz de alarma, pero también ha hecho propuestas concretas para la solución de los problemas y para que se abran nuevos caminos al desarrollo sostenible y armonioso que sea garantía de futuro.
En la Asamblea de la República poseen dos diputados y a nivel local alrededor de cincuenta concejales, así como en la comisión nacional electoral, en el consejo nacional de educación.
Se organiza colectivos regionales, siendo su órgano máximo entre congresos es el Consejo Nacional, en el cual las regiones están representadas. Los jóvenes verdes tienen su propia organización, Ecolojovem-Os Verdes que están representados en el Consejo Nacional de Juventud y en varios Consejos Municipales de Juventud.
En 1987 se integraron en la coordinadora de los Verdes Europeos. Fueron parte de su ejecutivo durante dos anos. En 1993 fueron miembros fundadores de la actual Federación de Partidos Verdes Europeos, y Ecolojovem fue miembro fundador de la Federación de Jóvenes Ecologistas Europeos y se integra en la Red de Jóvenes Ecologistas del Mediterráneo.
Actualmente tiene dos diputados en la Asamblea de la República, elegidos en la lista de la CDU, que en 2019 obtuvo el 6,3% y 12 escaños.